# Joel Almeida
Joel Freitas Almeida (São Vicente; 11 de octubre de 1985) es un jugador de baloncesto caboverdiano, con pasaporte portugués, que pertenece a la plantilla del FAP Basketball de la Elite Messieurs de Camerún. Con 1,94 metros de altura puede jugar tanto en la posición de Escolta como en la de Alero. Es internacional absoluto con Cabo Verde y hermano del también baloncestista Ivan Almeida.

## Trayectoria deportiva

### Universidad
Se formó en el Mohawk Valley Community College (2006-2008), situado en Utica, Condado de Oneida, Nueva York, perteneciente a la División III de la JUCO y en la universidad de Brockport State (2008-2009), situada en Brockport, Condado de Monroe, Nueva York, perteneciente a la División III de la NCAA.
En su primera temporada con Mohawk Valley CC fue elegido en el mejor quinteto de la Mountain Valley Conference y en el segundo mejor quinteto all-region. También fue MVP del equipo y elegido Atleta de la Semana en febrero de 2007. En su segunda temporada fue elegido  Pre-Season All-American 2007, en el mejor quinteto de la Mountain Valley Conference por segunda vez y en el mejor quinteto all-region. También fue MVP del equipo por segunda vez, elegido Atleta de la Semana en diciembre de 2007 y seleccionado entre los 50 mejores jugadores del país de la División III de la JUCO.
Con los Golden Eagles de Brockport State disputó 14 partidos, promediando 14,7 puntos y 6,1 rebotes. Lideró al equipo en puntos y rebotes, siendo elegido Atleta de la Semana en diciembre de 2008. Fue campeón de la SUNYAC Conference con los Golden Eagles.

### Profesional
Después de dejar la universidad, jugó en el verano de 2009 en las filas de los Seven Stars de su Cabo Verde natal, donde consiguió la División I de Baloncesto de Cabo Verde, siendo nombrado Jugador Nacional del Año.
Fichó para la temporada 2009-2010 por el Vagos Norbain Lusavouga de la Liga Portuguesa de Basquetebol, siendo ésta su primera experiencia como profesional. Jugó 23 partidos con el conjunto portugués, promediando 8,2 puntos y 3,4 rebotes en 20,1 min de media. Fue incluido en el mejor quinteto de jugadores nacionales de la jornada 19 de la LPB (11 puntos, 9 rebotes y 2 asistencias en 22 min). Una vez acabada la temporada, volvió a jugar con los Seven Stars caboverdianos, consiguiendo la División I de Baloncesto de Cabo Verde por segunda vez.
Sin moverse de Portugal, disputó la temporada 2010-2011 en las filas del Sampaense Basket. Jugó 18 partidos con el cuadro de Coímbra, promediando 8,9 puntos (36,7 % en triples) y 1,9 rebotes en 16,5 min de media. Tuvo el mejor porcentaje de tiros de campo de la Liga Portuguesa de Basquetebol con un 78,4 % y quedó en el Top-5 de mejor porcentaje de triples, liderando al equipo en esos dos apartados. Fue incluido en el mejor quinteto de la jornada 13 de la LPB (33 puntos, 7 rebotes, 1 asistencia y 1 robo en 35 min). Tras finalizar la temporada, jugó en el Associação Desportiva do Bairro (baloncesto) cavoverdiano, quedando subcampeón de la División I de Baloncesto de Cabo Verde.
Firmó para la temporada 2011-2012 por el Atletico Sport Aviation Luanda angoleño. Fue el máximo anotador División I de Baloncesto de Angola con 343 puntos (67 % en tiros de 2 y 38,4 % en triples). También fue el máximo triplista, quedando entre los diez mejores en porcentaje de tiros de dos, triples, tiros libres, en robos por partido, y en tiros de dos, triples y tiros libres anotados. Finalizada la temporada, volvió a Cabo Verde a jugar en el Associação Desportiva do Bairro (baloncesto), consiguiendo la División I de Baloncesto de Cabo Verde por tercera vez.
En marzo de 2013, firmó por el Vitória SC hasta el final de la temporada 2012-2013, regresando de esta manera a Portugal, donde ganó la Copa de baloncesto de Portugal. Disputó 10 partidos con el equipo de Guimarães, promediando 3,7 puntos y 2,3 rebotes en 11,7 min de media.
Fichó para la temporada 2013-2014 por el Sampaense Basket, siendo así su segunda etapa en el conjunto portugués. Jugó 22 partidos con el cuadro de Coímbra, promediando 16,9 puntos (52 % en tiros de 2 y 34,8 % en triples), 4,4 rebotes, 1,1 asistencias y 1,8 robos de balón en 28,5 min de media. Tuvo el mejor porcentaje de tiros libres de la Liga Portuguesa de Basquetebol con un 92,5 % y el tercer mejor porcentaje de tiros de campo con un 66 %, fue el séptimo máximo anotador de la liga y quedó en el top-ten de jugadores con más robos por partido.
Tras su gran campaña en el Sampaense Basket, en septiembre de 2014 firmó por el ForexTime Apollon Limassol de la Primera División de Baloncesto de Chipre, aunque abandonó el equipo un mes después, justo antes del inicio de la liga. Durante su estancia en Chipre fue subcampeón de la Supercopa de baloncesto de Chipre.
El 16 de enero de 2015, firmó hasta el final de la temporada 2014-2015 por el Xuven Cambados de la LEB Plata, la tercera división española. Disputó 15 partidos de liga con el conjunto gallego, promediando 11 puntos (49,2 % en tiros de 2 y 34,2 % en triples), 2,6 rebotes y 1 robo de balón en 21 min de media.
En agosto de 2015, el Xuven Cambados anunció su renovación por una temporada. En la temporada 2015-16, fue elegido cuatro veces en el mejor quinteto de la jornada (Jornadas 1, 3, 14 y 16).
[actualizar]
En diciembre de 2021 firma por el FAP de Camerún, para disputar la Basketball Africa League.

## Selección nacional
Es internacional absoluto con la selección de baloncesto de Cabo Verde desde 2009, cuando disputó los Juegos de la Lusofonía de 2009 celebrados en Lisboa, Portugal y el AfroBasket 2009, celebrado entre Bengasi y Trípoli, Libia.
En los Juegos de la Lusofonía de 2009 se colgó la medalla de plata, tras perder en la final por 106-64 contra la selección de baloncesto de Angola. 
En el AfroBasket 2009 donde Cabo Verde finalizó en 13.ª posición, Almeida jugó 4 partidos con un promedio de 2,2 puntos y 0,8 rebotes en 3,4 min de media.
Fue convocado en 2010 y 2012 para jugar las fases de clasificación para el AfroBasket 2011, celebrado en Antananarivo, Madagascar y el AfroBasket 2013, celebrado en Abiyán, Costa de Marfil. Cabo Verde no consiguió clasificarse para el AfroBasket 2011, pero sí para el AfroBasket 2013.
En la fase de clasificación Zona 2 para el AfroBasket 2011 (la fase se celebró en Dakar, Senegal), fue el máximo reboteador del equipo y el segundo en puntos, asistencias y robos, siendo el capitán de los caboverdianos durante la cita.
Volvió a ser convocado por la selección de baloncesto de Cabo Verde para disputar el AfroBasket 2015, celebrado en Radés, Túnez. Cabo Verde finalizó en 10.ª posición y Almeida jugó 5 partidos con un promedio de 1,6 puntos y 2,6 rebotes en 10,3 min de media.
[actualizar]
Durante agosto y septiembre de 2023 fue integrante de la selección de Cabo Verde que participó en el Mundial de 2023 celebrado en Asia, y que finalizó en vigesimoctavo lugar.